# Verzuolo
Verzuolo är en stad och kommun i provinsen Cuneo i regionen Piemonte i norra Italien. Kommunen hade 6 424 invånare (2018) och gränsar till kommunerna Costigliole Saluzzo, Lagnasco, Manta, Pagno, Piasco, Venasca, Savigliano och Villafalletto